# Латвійська вулиця (Київ)
Латвійська вулиця — вулиця в Деснянському районі міста Києва, селище Биківня. Пролягає від Броварського проспекту до Бобринецької вулиці.
Прилучаються вулиці Моршинський провулок та Путивльська вулиця.

## Історія
Вулиця виникла в 1950-ті роки під назвою 817-та Нова. 1953 року отримала назву Кузбаська вулиця, від Кузнецького вугільного басейну, скорочено Кузбас.
Сучасна назва на честь Латвії — з 2022 року
До початку 1980-х також існувала Латвійська вулиця у місцевості Саперна слобідка.